# میلاد دخانچی
میلاد دخانچی (زادهٔ ۱۳۶۳ در زاهدان) نویسنده، منتقد سینما، برنامه‌ساز و مجری ایرانی است. او دانش‌آموختهٔ دکترای مطالعات فرهنگی از دانشگاه کویینز کانادا است.

### پسا اسلامیسم
کتاب پسا اسلامیسم نوشتهٔ میلاد دخانچی در ۲۲۴صفحه در سال ۱۳۹۹ توسط نشر آرما منتشر شده است. این کتاب دربارهٔ بازنگری رابطه مذهب و سیاست در ایران است. در فصل اول این کتاب، مقدمه‌ای بر دلیل و ضرورت نگارش اثر از دیدگاه خود نویسنده مطرح شده و فصل دوم به تعریف اصطلاح و مفهوم استیت یا کشورداری سنتی و نوین پرداخته است. نویسنده همچنین با قرار دادن نمونه‌های غیراستیتی در کنار آن، به راستی‌آزمایی مفهوم رفرنس استیت اسلامی در دل متون تاریخی و مقالات تئوریکال می‌پردازد. در فصل سوم چگونگی ایجاد و شکل‌گیری استیت در تاریخ ایران زمین و ارتباطات آن با مذهب را شرح داده و آن را تا آخرین سلسلهٔ شاهنشاهی که پهلوی دوم بود و نحوهٔ تاثیرپذیری محمدرضا پهلوی از مذهب و سپس سقوط او را دنبال می‌کند. فصل چهارم مفهوم استیت بعد از انقلاب اسلامی سال ۱۳۵۷ و تعاملات اجتماعی-مذهبی آن و فصل پنجم، پسااسلامیسم در باب الهیات را مورد بررسی قرار می‌دهد.

### روایت یک استعفا
روایت یک استعفا مصاحبه و گفت‌وگوی میلاد دخانچی با محمد سرافراز، رئیس پیشین سازمان صدا و سیمای جمهوری اسلامی ایران پیرامون ۲۴ سال حضور در صداوسیما و دلایل استعفای او از مدیریت این سازمان است که در قالب کتاب الکترونیک در شهریور ۱۳۹۸ منتشر شد. انتشار این کتاب حواشی و جنجال‌هایی را در پی داشت.

## برنامه‌های تلویزیونی
| سال         | نام برنامه | شبکه پخش | مسئولیت         | توضیحات |
| ----------- | ---------- | -------- | --------------- | --- |
| ۱۳۸۹        | دلینک      | پرس تی‌وی | مجری و سردبیر   | برنامه‌ای به زبان انگلیسی |
| ۱۳۹۰        | گره        | شبکه ۳   | مجری و سردبیر   | گفتگو محور با موضوع نگاه انتقادی به سبک زندگی                                                                                      |
| ۱۳۹۴        | جیوگی      | شبکه ۲   | مجری و سردبیر   | مهمان‌های سرشناسی از جمله نوام چامسکی و اسلاوی ژیژک برای اولین بار در این برنامه به تلویزیون ایران دعوت شدند.                       |
| ۱۳۹۶        | سختانه     | شبکه ۳   | مجری و سردبیر   | گفتگو محور با شخصیت‌های سیاسی و اجتماعی                                                                                             |
| ۱۳۹۶ و ۱۳۹۷ | فاز        | شبکه ۲   | کارگردان        | مستند مسابقه‌ای با اجرای مژده لواسانی به دنبال ترغیب مشارکت نوجوانان در حل مشکلات اجتماعی از طریق الگوسازی نوجوانان فعال و آفرینش‌گر |
| ۱۳۹۷        | نقد سینما  | شبکه ۵   | کارشناس و منتقد | برنامه گفتگو محور سینمایی با اجرای بهروز افخمی                                                                                     |

### جوایز
| سال  | جشنواره                    | بخش             | اثر   | نتیجه    | جایزه          | منبع   |
| ---- | -------------------------- | --------------- | ----- | -------- | -------------- | ------ |
| ۱۳۹۴ | جشنواره تلویزیونی سه ستاره | بهترین مجری سال | جیوگی | نامزدشده | تندیس سه ستاره | [ ۱۶ ] |

## مستند
| سال  | نام مستند        | مسئولیت   | موضوع                               | توضیحات               | منبع   |
| ---- | ---------------- | --------- | ----------------------------------- | --------------------- | ------ |
| ۱۳۸۹ | نیویورک زیرزمینی | کارگردان  | موسیقی زیرزمینی و اعتراضی در آمریکا | پخش شده از شبکه مستند | [ ۱۷ ] |
| ۲۰۱۴ | یک تکه پارچه     | تهیه‌کننده | چالش‌های حجاب در غرب                 | پخش شد از پرس تی‌وی    | [ ۱۸ ] |